# エイコン
エイコン（Akon、IPA：ˈeɪkɒnAliaune Badara Akon Thiam、1973年4月16日-）は、セネガル出身でアメリカ合衆国のR&Bシンガーソングライター、音楽プロデューサー、実業家、慈善家である。

## 概要
デビュー・アルバム『トラブル』からの最初のシングル『ロックト・アップ』が大ヒットとなり、2枚目のアルバム『コンヴィクテッド』からはグラミー賞候補になるシングル『スマック・ザット』を生み出す。その後6回に渡りグラミー賞にノミネートされた。彼は21世紀で最も成功した多才なR&B歌手の1人として知られ、しばしば他の歌手の為にゲストとして楽曲制作に参加しており、更にライターやプロデューサーとして200以上の曲に参加し、36のBillboard Hot 100入りした曲を持つ。また、同チャートで同時に1位と2位を独占するという、ソロ歌手では初めての記録を達成した。
2007年からはマイケル・ジャクソンと仕事をはじめ、2009年のマイケルの死後、2010年に「ホールド・マイ・ハンド」が発売された。
自ら創設した2つのレーベル、コンヴィクト・ミュージックとコンライブ・ディストリビューションを持つ。

## 人物
ジャズミュージシャンのモル・チャムを父に持ち、ミズーリ州セントルイスで誕生し、7歳になるまでセネガルで育つ。その後アメリカとセネガルに交互に暮らしたが、15歳で家族とニュージャージー州ジャージーシティへ来てからは一貫してアメリカに住んでいる。
母語であるウォロフ語、セネガルの公用語であるフランス語、(訛りのない)英語の3言語を話すことができる。エイコンはムスリムである 。雑誌「ブレンダー」とのインタビューで、3人の異なる女性との間に6人の子供がいると語った 。
彼は、アフリカの恵まれない子供たちのために「コンフィデンス・ファンデーション（Konfidence Foundation）」と呼ばれる自らの慈善団体を持っている 。南アフリカ共和国でダイヤモンド鉱山を所有しており、「血塗られたダイヤモンド」（またの名を紛争ダイヤモンド）と呼ばれるものの存在を否定していた。「私は紛争ダイヤモンドを信じていない。それは単なる映画だと思う。考えてみてよ。ブラッド・ダイヤモンドが公開されるまで、紛争ダイヤモンドについては誰も考えなかった。」 。しかし、彼はその後、紛争ダイヤモンドの存在を認め、彼が紛争ダイヤモンドの使用を避けることに専念しているアフリカ鉱山の部分所有者であることを認めた。エイコンはそこでの利益を地域社会に寄付している。

## ディスコグラフィ

### アルバム
| 年                                        | タイトル    | アルバム詳細 | チャート最高位 | チャート最高位 | チャート最高位 | チャート最高位 | チャート最高位 | チャート最高位 | チャート最高位 | チャート最高位 | チャート最高位 | 認定 |  |
| 年                                        | タイトル    | アルバム詳細 | US             | AUS            | CAN            | GER            | IRL            | NZ             | SWE            | SWI            | UK             | 認定 |  |
| 2004                                      | Trouble     | - 発売日: 2004年6月29日 - レーベル: UpFront, SRC, Universal - フォーマット: CD, LP, digital download - 全米売上: 160万枚              | 18             | 12             | —              | 24             | 3              | 2              | 49             | 31             | 1              | - US: プラチナ - AUS: ゴールド - CAN: ゴールド - NZ: 2× プラチナ - UK: プラチナ                                       |  |
| 2006                                      | Konvicted   | - 発売日: 2006年11月14日 - レーベル: Konvict, UpFront, SRC, Universal Motown - フォーマット: LP, digital download - 全米売上: 280万枚 | 2              | 16             | 4              | 75             | 10             | 1              | 41             | 23             | 16             | - US: 3× プラチナ - AUS: プラチナ - CAN: 2× プラチナ - IRL: プラチナ - NZ: 2× プラチナ - SWI: ゴールド - UK: プラチナ |  |
| 2008                                      | Freedom     | - 発売日: 2008年12月2日 - レーベル: Konvict, SRC, Universal Motown - フォーマット: LP, digital download - 全米売上: 76.2万枚          | 7              | 20             | 4              | 82             | 10             | 29             | —              | 22             | 6              | - US: ゴールド - AUS: プラチナ - CAN: プラチナ - UK: プラチナ                                                         |  |
| 2019                                      | El Negreeto | - 発売日: 2019年10月4日 - レーベル: Ke Lo Ke , Akonik, BMG                                                                            | 12             |                |                |                |                |                |                |                |                | |  |
| "—"は未発売またはチャート圏外を意味する。 |             | |                |                |                |                |                |                |                |                |                | |  |

## 受賞とノミネート

### アメリカン・ミュージック・アワード
| 年     | ノミネート対象 | 賞                            | 結果       |
| ------ | -------------- | ----------------------------- | ---------- |
| 2007年 | エイコン       | Favorite Soul/R&B Male Artist | 受賞       |
| 2007年 | エイコン       | Artist of the Year            | ノミネート |
| 2007年 | エイコン       | Favorite Pop/Rock Male Artist | ノミネート |

### グラミー賞
| 年     | ノミネート対象                                       | 賞                                           | 結果       |
| ------ | ---------------------------------------------------- | -------------------------------------------- | ---------- |
| 2007年 | スマック・ザット(with エミネム)                      | Best Rap/Sung Collaboration                  | ノミネート |
| 2008年 | スウィート・エスケイプ (with グウェン・ステファニー) | Best Pop Collaboration with Vocals           | ノミネート |
| 2008年 | Bartender(with T-ペイン)                             | Best R&B Vocal Performance by a Duo or Group | ノミネート |
| 2008年 | コンヴィクテッド                                     | Best Contemporary R&B Album                  | ノミネート |
| 2008年 | I Wanna Love You (with スヌープ・ドッグ)             | Best Rap/Sung Collaboration                  | ノミネート |

### MTV Video Music Awards
| 年     | ノミネート対象                                      | 賞                                 | 結果       |
| ------ | --------------------------------------------------- | ---------------------------------- | ---------- |
| 2005年 | ロックト・アップ                                    | MTV2 Award                         | ノミネート |
| 2007年 | エイコン                                            | Male Artist of the Year            | ノミネート |
| 2007年 | スマック・ザット(with エミネム)                     | Most Earthshattering Collaboration | ノミネート |
| 2007年 | スウィート・エスケイプ(with グウェン・ステファニー) | Most Earthshattering Collaboration | ノミネート |

### ワールド・ミュージック・アワード
2007年の受賞： 
- (1) Best Selling R&B Male Artist
- (2) Best Selling African Artist
- (3) Best Selling Internet Artist.

2008年の受賞:
- (1) Best Selling African Artist